# Александрос Занас
Александрос Занас (на гръцки: Αλέξανδρος Ζάννας) е гръцки търговец, политик и революционер, деец на Гръцката въоръжена пропаганда в Македония от началото на XX век.

## Биография
Роден в Солун през 1890 или 1892 година в семейството на Димитриос Занас. Занас още като много млад работи в гръцкото консулство в Солун и шпионира българския революционен комитет. След като завършва гимназия, той заминава за Германия за да продължи образованието си.
През Балканската война в 1912 година Занас ръководи доброволчески отряд в Македония и заедно с Михаил Анагностакос подпомага превземането на Катерини.
Женен е за Виргиния Зана (1897 – 1980), по баща Делта, дъщеря на Пинелопи Делта, чрез която се запознава с Елевтериос Венизелос, с когото се сприятелява. Той е един от основателите на Комитета за национална отбрана. По-късно е близък приятел и с Николаос Пластирас. Занас е първият министър на авиацията.
По време на окупацията се включва в националистическите съпротивителни организации и е арестуван от италианските окупационни сили и вкаран в затвора за няколко месеца.
След освобождението отново се занимава с политика. Участва в Управителния съвет на Либералната партия, на която той е председател.

## Трудове
- Ο Μακεδονικός Αγών (αναμνήσεις) – Θεσσαλονίκη 1960
- Η Κατοχή (αναμνήσεις – επιστολές) – Αθήναι 1964